# Pierre Talmont
Pour les articles homonymes, voir Talmont.
Pierre Talmont est un footballeur puis entraîneur français né le 2 avril 1977 à Vannes (Morbihan). Milieu de terrain de formation, il est reconverti comme défenseur central à la fin des années 2000, avant d'entamer une carrière d'entraîneur.

## Biographie

### Carrière de joueur

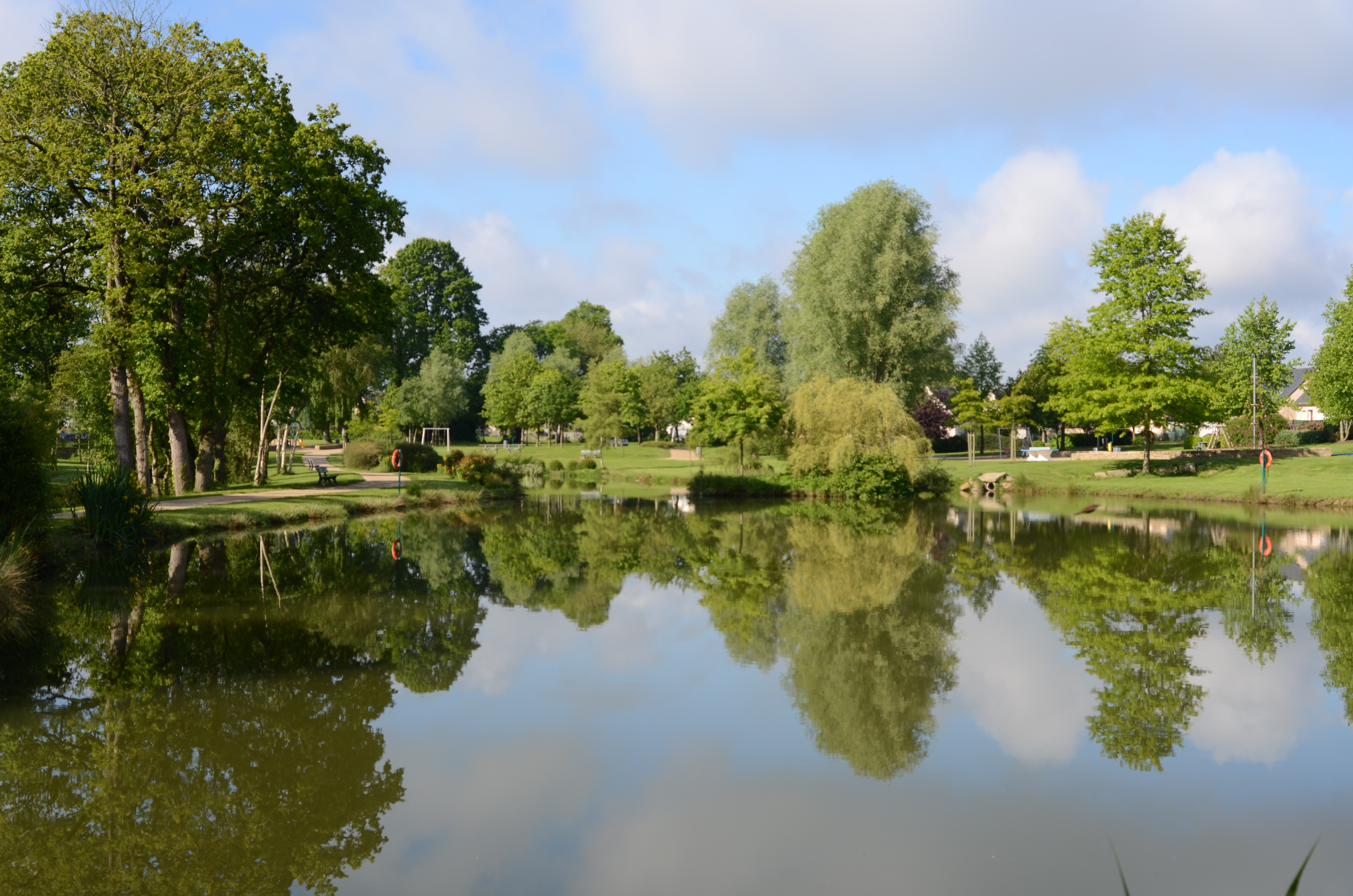
Pierre Talmont commence le football à Moréac dans le Morbihan.

Originaire de Moréac dans le Morbihan, où ses parents sont agriculteurs, Pierre Talmont fait ses débuts de footballeur à la Garde Saint-Cyr, le club local, avant de rejoindre la Saint-Colomban de Locminé, où il poursuit sa formation. Il passe par la section sport études football du collège Eugène-Guillevic de Saint-Jean-Brévelay. Après deux saisons en DH il joue une saison à la GSI Pontivy en CFA avant de revenir dans son club d'origine, fraîchement promu en CFA2 en 1998. Il évolue alors comme milieu de terrain. Il part pour le Vannes Olympique Club en CFA en 1999 où il reste une saison, avant de signer au Stade Brestois 29 en National, sous contrat fédéral. Il y joue pendant trois ans.
En 2003 le Morbihannais prend la direction du sud de la France et joue à Gap en CFA pendant un an, puis à Bayonne en National pendant deux ans, où il est repositionné comme défenseur latéral gauche.
Il est de retour au Vannes Olympic Club en 2006 en National. À partir de 2007 il est aligné dans l'axe de la défense. En 2008 les entraîneurs de National l'élisent dans l'équipe type de la saison. L'année 2008 est celle de la montée en Ligue 2 et de la signature de son premier contrat professionnel, à 31 ans. En 2009 il dispute la finale de la Coupe de la Ligue contre Bordeaux.

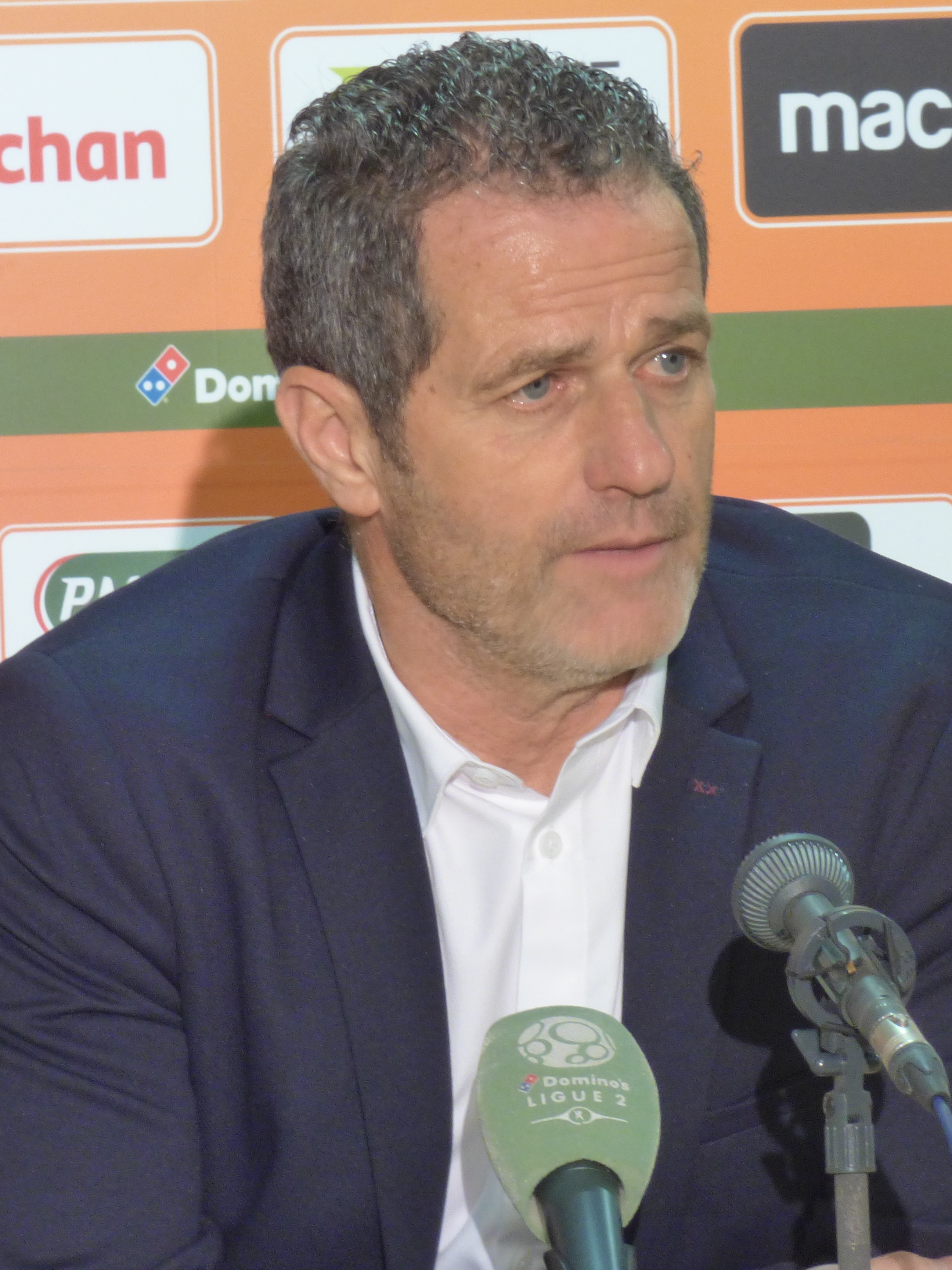
Philippe Hinschberger.

Il joue ensuite à Laval en L2 pendant quatre saisons de 2009 à 2013. Lors de la saison 2010-2011 il fait partie des joueurs lavallois les mieux notés par le magazine France Football. Convaincant au poste de défenseur central, doté d'un bon jeu de tête et d'un bon pied gauche, le trentenaire a la confirmation qu'il est « un bon joueur de L2 », sous la direction de Philippe Hinschberger, un des entraîneurs qui l'ont marqué par sa relation humaine avec son groupe et son sens tactique, et dont il s'inspirera dans son management.
De 2008 à 2013 il est sélectionné à quatre reprises en équipe de Bretagne, avec laquelle il termine troisième de la Corsica Football Cup en 2010.
Après quatre années à Laval, il joue une saison au Poiré-sur-Vie en National, puis au Vannes OC, rétrogradé administrativement en DSE. Capitaine de son équipe, il marque sept buts et permet au VOC de retrouver la DH. De 2015 à 2016 il est entraîneur-joueur de Locminé en DH, avant d'arrêter sa carrière de footballeur pour se consacrer à sa fonction d'entraîneur.

### Engagements syndicaux
De 2006 à 2008 Pierre Talmont est délégué syndical de l'UNFP au sein du Vannes OC,. Il occupe de nouveau cette fonction au Stade lavallois.

### Carrière d'entraîneur
De 2015 à 2021 il est entraîneur de Locminé en DH puis N3.
En 2021 il est nommé entraîneur du Vannes OC, club de National 2. Le club est mis en avant en janvier 2022 lorsqu'il reçoit le Paris SG de Kylian Mbappé en Coupe de France. Les Bretons s'inclinent 4 à 0, dans un match qui ne laissa pas de regret à l'entraîneur vannetais. Il est démis de ses fonctions en janvier 2023, après une série de huit matches sans victoire.
Depuis 2016 il est titulaire d'un DESJEPS mention football, qui permet d'entraîner une équipe de niveau N2 ou N3, ou une équipe jeune dans un centre de formation. Il est également titulaire d'un DUGOS, d'une licence STAPS, et d'un certificat de préparation mentale pour la performance professionnelle,. En 2022 il déclare avoir pour objectif de passer le BEPF.

## Palmarès
- Champion de France de National en 2008 avec Vannes
- Finaliste de la Coupe de la Ligue en 2009 avec Vannes
- Champion de DSE en 2015 avec Vannes
- Équipe de Bretagne (4 sélections de 2008 à 2013)